# 귀인 정씨 (선조)
귀인 정씨(貴人 鄭氏, 1557년 11월 6일(음력 10월 6일) ~ 1579년 6월 1일(음력 4월 27일))는 조선 선조의 후궁이다.

## 생애
연일 정씨 정황과 한씨의 딸로, 1557년(명종 12년) 음력 10월에 태어났다. 정황은 정유침의 아들이자 정철의 셋째 형으로, 귀인 정씨는 정철의 조카가 된다. 또 인종의 후궁 귀인 정씨는 정씨의 고모이다.
1631년(인조 9년)에 간행된 최립의 《간이집》에 실린 〈귀인 정씨의 묘지명〉에는, 정씨는 1571년(선조 4년) 정식으로 종2품 숙의에 간택되어 입궁한 것으로 기록되어 있다. 이후 1573년(선조 6년) 명나라 만력제의 즉위에 따라 정2품 소의로 진봉되고, 1577년(선조 10년) 명종비 인순왕후의 장례가 끝난 후 종1품 귀인이 되었다. 이후 정씨는 임신을 하였는데, 원래 후궁이 임신을 하면 친정어머니가 궁중으로 들어와 해산을 도와주는 것이 관례임에도 정씨는 외부인이 궁중에 들어와서는 안 된다는 이유로 거부하였다. 결국 선조는 정씨에게 궁 밖에서 친정어머니와 함께 해산을 할 수 있도록 명하였으나, 정씨가 궁 밖으로 나갔을 때에는 이미 인사불성의 상태였다. 결국 정씨는 1579년(선조 12년) 음력 4월에 23세를 일기로 죽었으며, 이 해 음력 6월에 경기도 고양에 있는 선산에 장사지냈다고 한다.
그러나 《선조수정실록》 1580년(선조 13년) 음력 11월 1일 기사에는 역시 해산 중에 죽은 선조의 후궁 숙의 정씨에 대한 기사가 기록되어 있다. 이때 공빈 김씨와 정씨 등이 연달아 산고병으로 죽었는데, 당시는 법이 엄격하여 후궁은 반드시 친정으로 가서 해산해야 했으며, 이들의 죽음을 계기로 후궁도 궁 안에서 해산할 수 있도록 법이 바뀌었다고도 기록되어 있어 《간이집》의 내용들과는 차이를 보인다.
정씨는 해산 중에 죽어 소생은 없다. 현재 정씨의 묘는 경기도 고양시 덕양구 관산동에 조부모, 아버지 등의 무덤과 같이 있으며, 가까운 곳에 송강 정철의 시비와 송강문학관 등의 시설이 함께 있다. 원래 여기에는 정철도 함께 묻혀 있었으나, 정철의 묘는 훗날 충청도 진천으로 이장하였다.

## 가족 관계
- 아버지 : 정황(鄭滉)
- 어머니 : 한씨(韓氏)
- 숙부 : 정철(鄭澈, 1536~1593)
- 고모 : 귀인 정씨(貴人 鄭氏, 1520~1566)
- 시아버지 : 덕흥대원군(德興大院君, 1530~1559)
  - 남편 : 제14대 선조(宣祖, 1552~1608, 재위:1567~1608)